# Lange Lijs

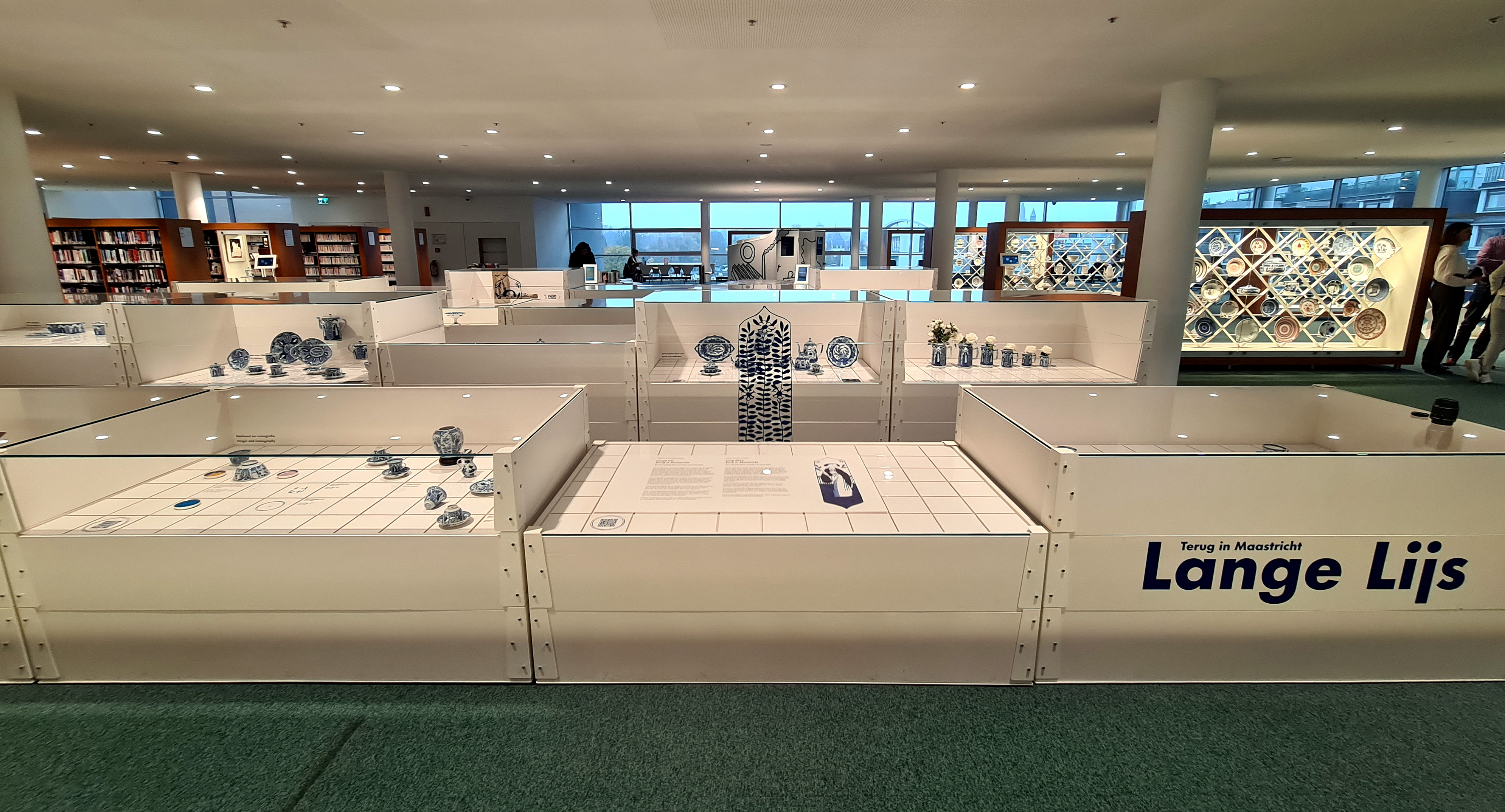
Tentoonstelling Lange Lijs serviesgoed (2022) in Centre Céramique, Maastricht

Lange Lijs is de benaming voor een decoratie die eind 19e, begin 20e eeuw veelvuldig werd gebruikt op porselein van de firma Mosa in Maastricht. Het serviesgoed met de kenmerkende blauw-witte decoratie in chinoiseriestijl is een gewild verzamelobject.

## Het decor

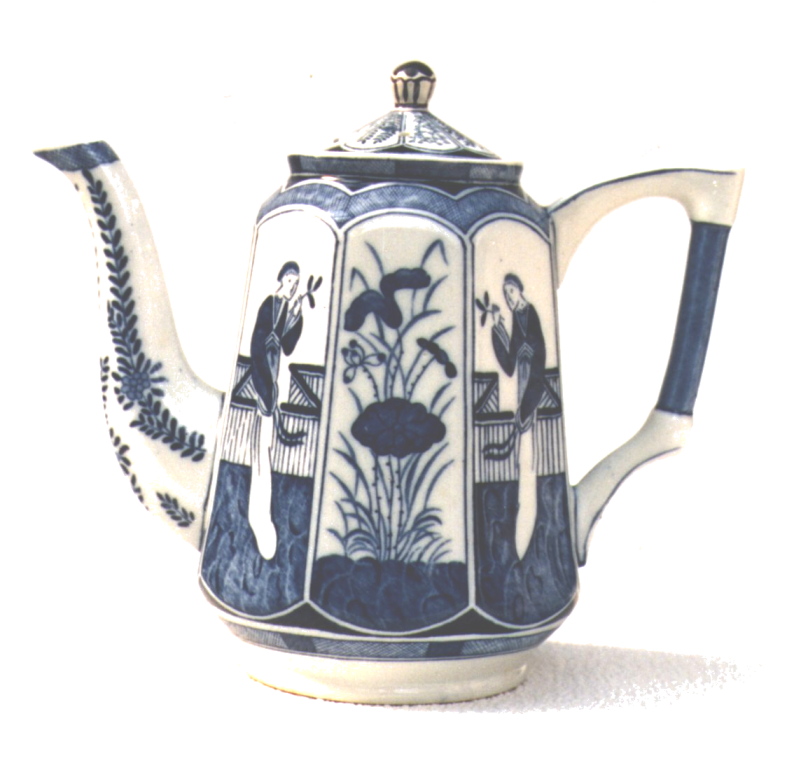
Hoekige koffiekan

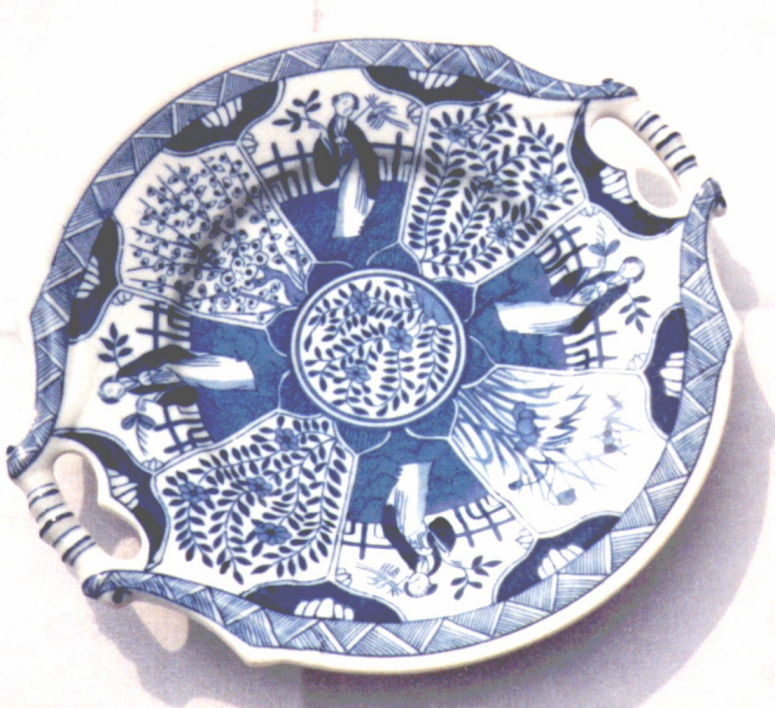
Schaaltje met sierlijke oren

Oosters aardewerk en porselein is al sinds de 17e eeuw in Europa in trek. Omdat het originele Chinese porselein prijzig was, werd het ook in Nederland nagemaakt. De Maastrichtse Mosafabrieken vervaardigde vanaf ongeveer 1880 serviesgoed van porselein met Chinese motieven. Daarbij werden onder meer Chinese decors uit de Kangxiperiode (1662-1722) geïmiteerd, waaronder ook het blauwe Lange Lijsdecor, genoemd naar de afbeeldingen van vrouwen in het decor, die afgewisseld werden met bloem- en plantmotieven. Naast het hoofddecor komen randdecoraties en onderdecoraties op sommige stukken voor. Dit zijn doorgaans bloem- en kersdecors.

## Bedrukt aardewerk en porselein
Het decor werd op het servies overgebracht via een drukprocedé; het is dus een zogenaamd transferdecor. Het decor werd in ijzeren platen gegraveerd, die daarna van inkt werden voorzien, zodat de inkt in de gegraveerde groeven vastgehouden werd. Daarna werd de overtollige inkt van de drukplaat verwijderd. Vervolgens werd de drukplaat in een pers op speciaal geprepareerd papier geperst, zodat de afbeelding in inkt op het papier kwam te liggen. Daarna werd het papier verknipt en de stukken met de decors voorzichtig tegen het servies aangebracht en werd door wrijven het decor op het porselein overgezet. Daarna volgden nog de bak- en glazuurbehandelingen.

## Serviesdelen
Er bestaan verschillende Lange Lijsserviezen. De twee bekendste zijn serviezen met het "ronde" decor 206 en het "hoekige" Lange Lijsdecor (ook wel "kantig" genoemd, of decor 726). Deze serviezen werden door de Mosafabriek van Louis Regout tussen circa 1895 en 1935 gefabriceerd. Van het ronde model ziet u hiernaast een afbeelding van een schaal met oren. De koffiepot die daarboven getoond wordt, is een voorbeeld van het hoekige Lange Lijsservies (decor 726). Van het ronde Lange Lijsservies bestaan diverse varianten, met soms kleine maar duidelijk waarneembare verschillen in het decor (ook wel het derde Lange Lijsservies decor 720 genoemd). Van de hier genoemde drie serviezen zijn de onderlinge verschillen goed te zien in de diverse catalogi.
Van de tot nu toe (in Nederland) drie gecatalogiseerde Lange Lijsserviezen zijn nu ruim 150 verschillende serviesdelen van het ronde Lange Lijsdecor (decor 206) bekend, ruim 50 van het hoekige model (decor 726) en een kleine 50 van het derde Lange Lijsservies (decor 720) Deze serviesdelen bestaan vaak uit twee stukken (bijvoorbeeld kop en schotel, theepot en deksel), dus het aantal verschillende stukken is derhalve aanzienlijk groter.

## Beeld- en blindmerken

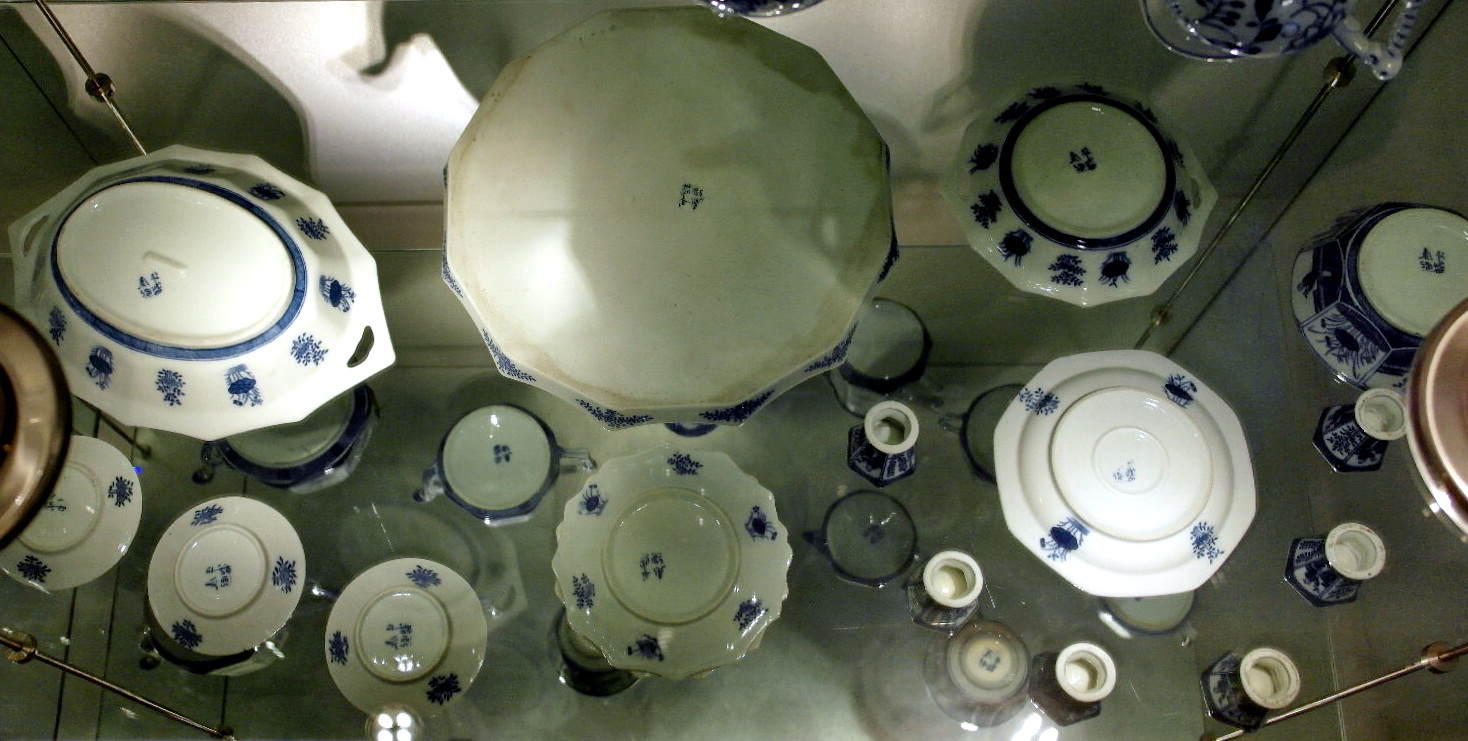
Onderkant serviesgoed

Veel bedrijven hebben een beeldmerk of logo waar zij de communicatie met hun klanten mee ondersteunen. Ook op keramiek komt men beeldmerken tegen. Soms verwijzen die direct naar de fabrikant, doordat bijvoorbeeld ook de naam van de fabrikant er in genoemd wordt. Bij Maastrichts aardewerk worden, met name door de fabrieken van Petrus Regout, Sphinx en Société Céramique, een logo en de naam van de fabrikant gecombineerd. Soms wordt ook de naam van het decor genoemd.
Bij het Lange Lijsmotief komen soms merktekens voor in de vorm van Chinese tekens, al dan niet geplaatst in een enkele of dubbele cirkel. Deze verwijzen niet per se naar de Mosafabriek, ook de Sphinx gebruikte dezelfde merktekens. Het merkteken is dus niet een logo in de klassieke betekenis. Het meest voorkomende teken bij het ronde Lange Lijs is het Chinese symbool YU, ook wel het JADE-merk genoemd Dit teken lijkt op een Nederlandse L, en komt soms wel, en soms niet op het serviesgoed voor. Vindt men onder op het serviesgoed originele Chinese Kangxitekens, of ziet men dat het decor handgeschilderd is in plaats van gedrukt, dan is dit serviesdeel vrijwel zeker niet door Mosa gemaakt, doch vervaardigd rond 1900 met vier merktekens (of eerder rond 1700 met zes merktekens) in China.
Ook treft men blindmerken in de vorm van getallen op het servies aan. Een blindmerk is een letter of een nummer dat in het stuk gedrukt is. Deze getallen corresponderen met (en zijn terug te vinden in) de zogenoemde MOULEN (= mallen) lijsten van Mosa. Deze lijsten zijn in 2011 gevonden in een Mosa inventarisatie van Brock uit de jaren tachtig. In deze inventarisatie werd ook veel onbekend materiaal en informatie gevonden, en ook enkele niet bekende serviesdelen. Deze blindstempels komen voornamelijk voor bij het “ronde” LL servies, bij de andere twee serviezen werden ze nauwelijks gevonden. U kunt dit nalezen op het “Lange Lijs Weblog”.

## Verzamelingen
Nederland kent veel verzamelaars van de Lange Lijsserviezen. Het Centre Céramique (CC) in Maastricht bezit een vrij complete collectie, onderdeel van de omvangrijke Mosacollectie van Henk van Buren, die in 2009 zijn collectie overdroeg aan het Maastrichtse museum.

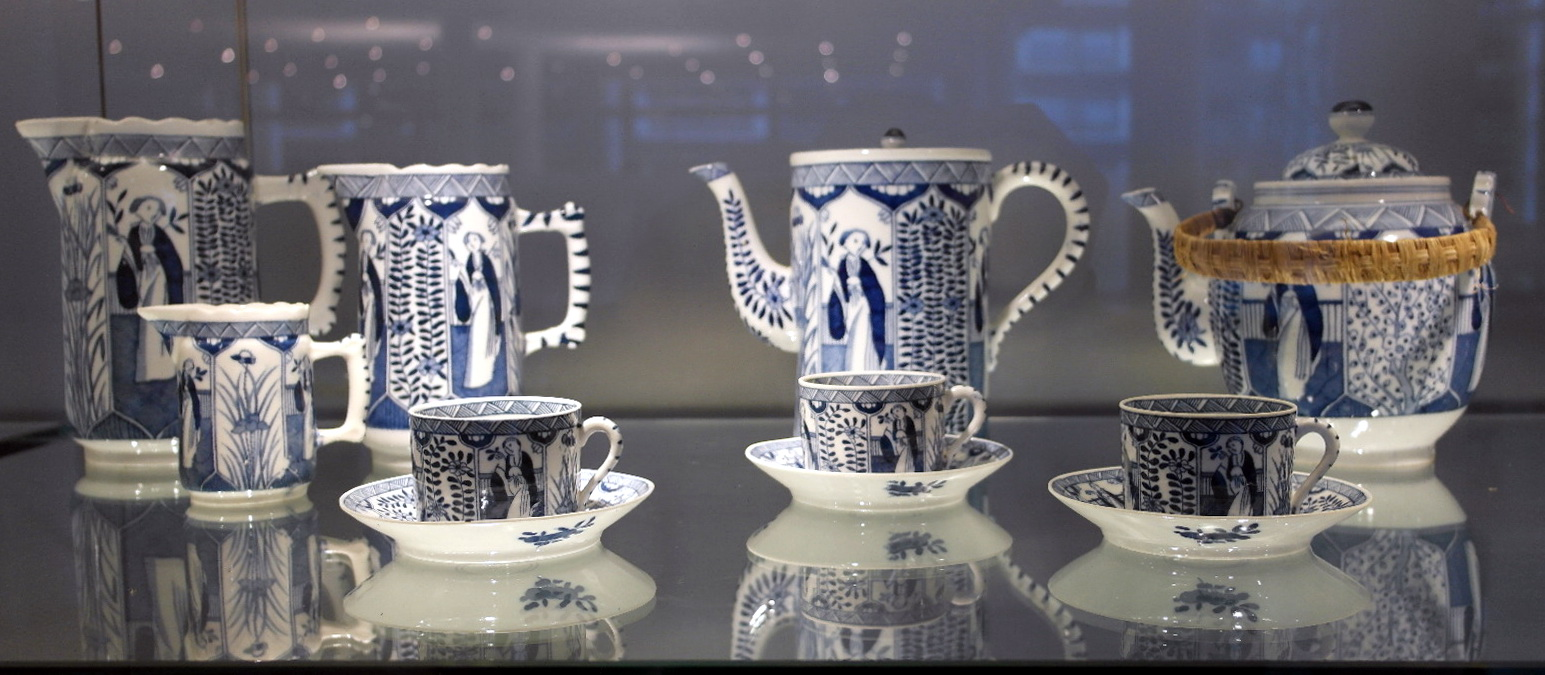
Thee- en koffieservies (CC)
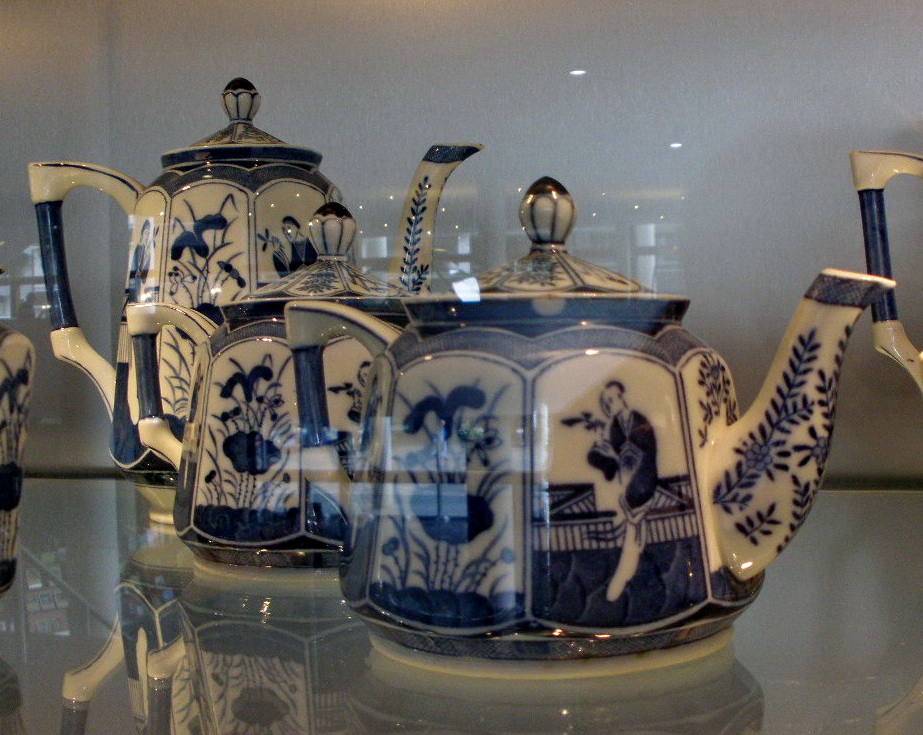
Hoekige theepot (CC)
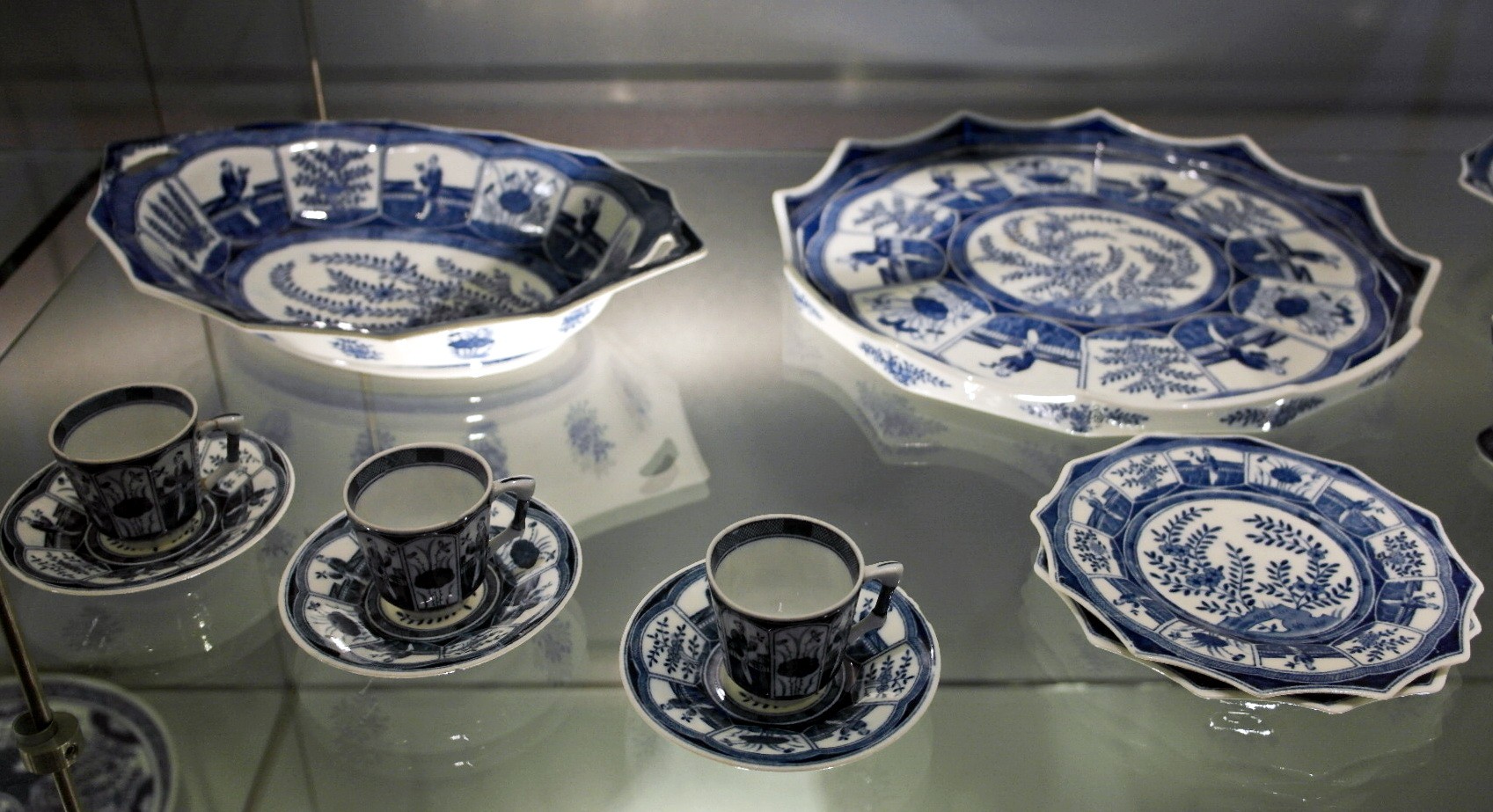
Kopjes, bord, schalen (CC)
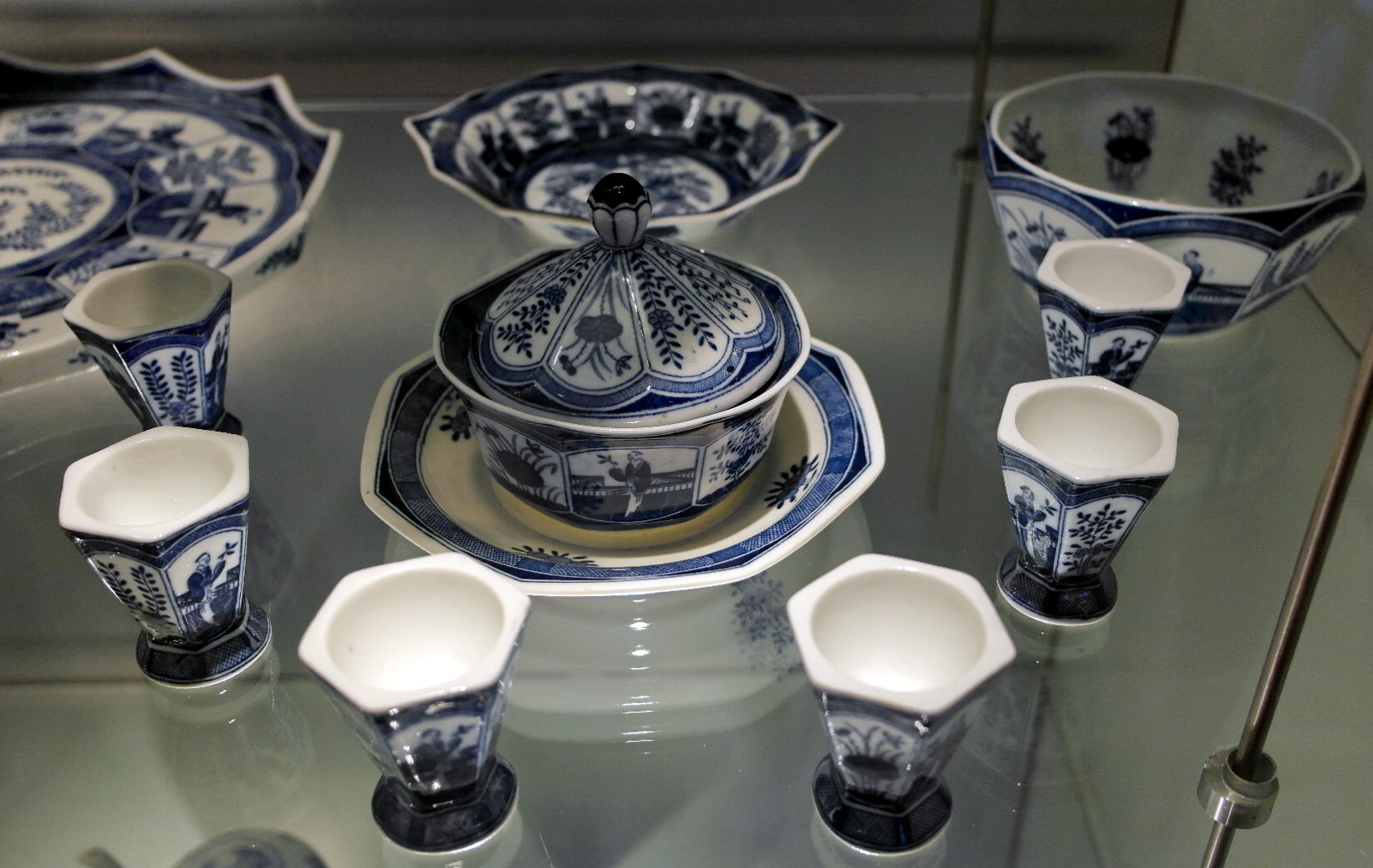
Eierdopjes, schalen (CC)